# Thelypteris negligens
Thelypteris negligens är en kärrbräkenväxtart som först beskrevs av Jenm., och fick sitt nu gällande namn av George Richardson Proctor. Thelypteris negligens ingår i släktet Thelypteris och familjen Thelypteridaceae. Inga underarter finns listade.